# Richard Wright (musicien)
Pour les articles homonymes, voir Richard Wright et Wright.
Richard Wright,  né le 28 juillet 1943 à Londres et mort le 15 septembre 2008 à Londres, est un auteur-compositeur-interprète britannique et l'un des membres fondateurs du groupe de rock progressif Pink Floyd. Il joue des claviers et chante, participant à presque tous les albums du groupe et à toutes ses tournées.
Wright grandit à Hatch End, dans le Middlesex, et rencontre les futurs membres du groupe Pink Floyd, Roger Waters et Nick Mason, alors qu'il étudie l'architecture à la Regent Street Polytechnic, à Londres. Après avoir été rejoint par le guitariste, chanteur et auteur-compositeur Syd Barrett, le groupe connaît son premier succès commercial en 1967. Barrett est remplacé par David Gilmour l'année suivante. Rick Wright et Roger Waters prennent alors en charge l'écriture des chansons du groupe.
Contribuant d'abord davantage en tant qu'auteur-compositeur-interprète, Wright agit ensuite principalement en tant qu'arrangeur sur les compositions de Waters et Gilmour. Il commence à moins contribuer vers la fin des années 1970 et quitte le groupe après la tournée de The Wall en 1981. Il rejoint le groupe en tant que musicien de session en 1987 pour A Momentary Lapse of Reason, et y revient à plein temps pour The Division Bell en 1994. Des sessions enregistrées avec Wright durant cette période sont ensuite publiées sur l'album The Endless River en 2014. Hors Pink Floyd, Wright enregistre deux albums solo et est brièvement actif dans le duo pop Zee avec Dave Harris de Fashion. Après l'apparition de Pink Floyd au Live 8 en 2005, il fait partie de la tournée de Gilmour, chantant occasionnellement sur des chansons telles que Arnold Layne et Breakthrough de son album solo Broken China.
Les influences jazz de Wright et son jeu de clavier distinctif jouent un rôle important dans le son de Pink Floyd. En plus de jouer des orgues Farfisa et Hammond et du synthétiseur Kurzweil, il chante régulièrement dans le groupe et prend occasionnellement la voix soliste sur des chansons telles que Remember a Day, Time et Wearing the Inside Out.

## Biographie

### Jeunesse
Richard William Wright est né le 28 juillet 1943 à Hatch End, une banlieue du nord-ouest de Londres alors située dans le comté du Middlesex. Il est le fils de Cedric Wright, biochimiste pour Unigate Dairies, et de Daisy Hughes, originaire du Pays de Galles. Il grandit avec ses deux sœurs à Pinner, également dans le nord-ouest de Londres, et commence sa scolarité à la Haberdashers' Aske's School de Cricklewood, une école privée sélecte,.
À l'âge de 12 ans, Wright se casse une jambe et profite de sa convalescence pour se mettre à la musique ; il apprend en autodidacte la guitare et la trompette, puis, encouragé par sa mère, il finit par se mettre au piano. Il suit des cours de théorie de la musique et de composition auprès de la Eric Gilder School of Music et se met au trombone et au saxophone sous l'influence du renouveau jazz que connaît la Grande-Bretagne dans les années 1950. Wright est alors particulièrement influencé par les albums Kind of Blue et Porgy and Bess de Miles Davis, mais aussi par John Coltrane, Horace Silver et Art Blakey.

### Formation de Pink Floyd
En 1962, Wright s'inscrit à la Regent Street Polytechnic pour y étudier l'architecture. Il y fait la connaissance d'autres étudiants passionnés de musique, Roger Waters et Nick Mason, avec qui il finit par habiter en colocation chez Mike Leonard, un professeur au Polytechnic et au Hornesey College of Art. En 1963, Wright, Waters et Mason rejoignent deux autres étudiants du Polytechnic, Clive Metcalf et Keith Noble, dans le groupe Sigma 6. Wright y joue principalement de la guitare rythmique et des claviers, s'adaptant généralement au matériel que les pubs mettent à disposition,. C'est à cette période que Wright, considéré comme « un garçon discret, introverti » par Nick Mason, rencontre Juliette Gale, chanteuse occasionnelle de Sigma 6.
Au bout d'un an, Wright abandonne ses études d'architecture, un sujet qui ne le passionne pas, prend une année sabbatique durant laquelle il part brièvement voyager dans les îles grecques et s'inscrit finalement au London College of Music. Pendant son absence, Wright est remplacé par Leonard, mais il retrouve sa place sans problème à son retour de Grèce. En 1965, alors que Bob Klose et Syd Barrett ont rejoint Mason, Waters et Wright sous le nom de Pink Floyd, ce dernier parvient à obtenir la première séance d'enregistrement du groupe dans un studio grâce à une connaissance qui y travaille.

### Pilier du groupe
Pink Floyd se stabilise avec Barrett, Waters, Mason et Wright à la mi-1965, et après de nombreux concerts cette année-là, ils deviennent des habitués du circuit underground de Londres. Alors que Barrett est le membre dominant, écrivant la plupart des morceaux, chantant la plupart des voix solistes et jouant de la guitare solo, Wright a un rôle de soutien important, jouant des claviers et chantant, et écrivant ses propres chansons. En tant que musicien le plus qualifié du groupe, Wright est également chargé d'accorder les guitares, et parfois la basse de Waters, pendant les concerts. Plus tard, il utilise un accordeur pour accorder les guitares silencieusement pendant les concerts. Au début du groupe, avant que celui-ci n'ait une équipe de route à plein temps, Wright est le principal roadie, déchargeant et chargeant le matériel à chaque concert.
Bien qu'il ne soit pas crédité pour le chant sur la pochette de l'album The Piper at the Gates of Dawn, il chante sur des chansons écrites par Barrett comme Astronomy Domine et Matilda Mother. Remember a Day, See-Saw, Paintbox et It Would Be So Nice font partie de ses premières compositions pour le groupe,. En 1968, au moment où Barrett est forcé à quitter Pink Floyd en raison de problèmes de santé mentale, Wright habite en colocation avec celui-ci à Richmond : « Je devais dire “Syd, je sors pour aller acheter des cigarettes” ; puis je m'en allais faire un spectacle et revenais le lendemain. C'était pitoyable ; une époque terrible ». Le départ de Barrett entraîne la rupture du contrat entre Pink Floyd et Blackhill Entreprise, l'équipe de management du groupe. Blackhill contacte ensuite Wright pour reformer un groupe avec Barrett, estimant que les deux sont « les cerveaux du groupe », mais Wright refuse : « […] je serais parti avec lui sans hésiter si j'avais pensé que Syd pouvait le faire ». Il participe néanmoins à l'enregistrement du deuxième album solo de Syd, Barrett, sorti en 1970 et produit par David Gilmour et Waters. Il a plus tard décrit cette contribution comme une tentative d'aider Barrett par tous les moyens possibles.

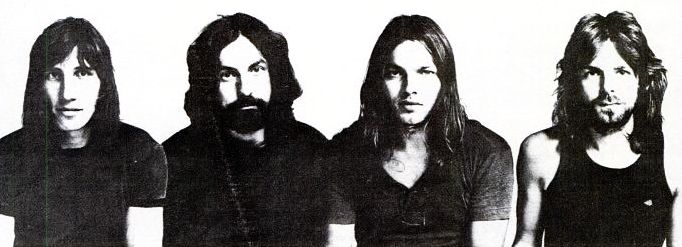
Pink Floyd en 1971. De gauche à droite, Roger Waters, Nick Mason, David Gilmour, Richard Wright.

Après le départ de Barrett et son remplacement par David Gilmour, Wright reprend les fonctions d'écriture avec Waters, mais se désengage progressivement en tant que chanteur et auteur-compositeur au fur et à mesure de la carrière du groupe. Son jeu d'orgue reste un élément important des concerts du groupe, notamment sur Interstellar Overdrive, Set the Controls for the Heart of the Sun et Careful with That Axe, Eugene. Il contribue à l'écriture des musiques de films de Pink Floyd, More, Zabriskie Point et Obscured by Clouds, et participe de manière significative à l'arrangement de compositions plus longues telles que Atom Heart Mother sur l'album éponyme, Echoes sur Meddle — sur laquelle il chante avec Gilmour — et Shine On You Crazy Diamond sur Wish You Were Here. Sur l'album The Dark Side of the Moon de 1973, il compose la musique de The Great Gig in the Sky et Us and Them. Sur ce même album, il contribue également à la composition d'autres titres tels que Breathe et Time, en chantant sur le refrain de ce dernier.

### Premier album solo et renvoi de Pink Floyd

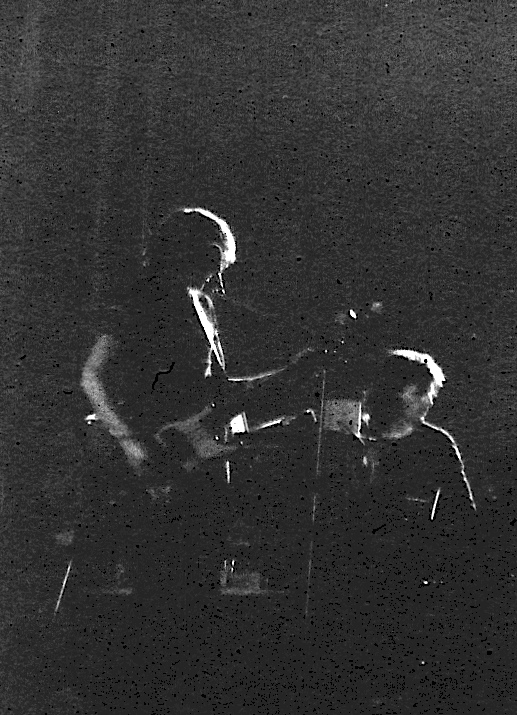
Roger Waters (à gauche) et Richard Wright en concert avec Pink Floyd en 1975.

Les contributions de Wright au groupe diminuent à la fin des années 1970, Waters commençant à dominer le processus d'écriture, et Animals, en 1977, est le premier album où Wright ne reçoit aucun crédit d'écriture. Richard Wright enregistre son premier album solo entre le 10 janvier et le 14 février 1978 au studio Super Bear de Berre-les-Alpes, en France, avec l'aide de quelques musiciens, dont le guitariste Snowy White et le saxophoniste Mel Collins. Publié en septembre de la même année chez Harvest, le label de Pink Floyd, Wet Dream passe complètement inaperçu,.
Au moment où le groupe enregistre The Wall en 1979, Waters devient frustré du fait que Wright ne contribue pas mais qu'il réclame tout de même une part égale des royalties de production. Wright refuse de rattraper le retard d'enregistrement car son premier mariage s'est détérioré et il n'a pas assez vu ses enfants ; il décide alors que sa famille est plus importante. « [David Gilmour] et moi-même […] avions peu à offrir, par paresse ou autre », a admis Wright. « Avec le recul, même si je ne m'en rendais pas compte, j'étais déprimé ».
Waters envisage de poursuivre Wright en justice, mais décide finalement qu'il serait plus facile pour Wright de quitter le groupe à la fin du projet. Comme Pink Floyd a des problèmes financiers à l'époque, Wright accepte. Waters, Gilmour, le producteur Bob Ezrin, le compositeur Michael Kamen et le musicien de session Fred Mandel ont également joué des parties de clavier sur The Wall. Wright se rend généralement au studio tard dans la nuit, lorsque les autres membres du groupe ne sont pas là. Il est engagé comme musicien de session salarié lors de la tournée de promotion de l'album, et est ironiquement le seul membre de Pink Floyd à tirer profit de la série de concerts, puisque les pertes financières sont supportées par les membres à temps plein du groupe. Wright n'assiste pas à la première du film The Wall en 1982. L'année suivante, Pink Floyd sort The Final Cut, le seul album du groupe sur lequel Wright n'apparaît pas. Son absence aux crédits de l'album permet aux fans de réaliser pour la première fois que Wright avait quitté le groupe ; l'information n'est officiellement annoncée que trois ans après la sortie de l'album, et les détails de son départ ne sont expliqués qu'en 2000.

### Zee et retour avec Pink Floyd

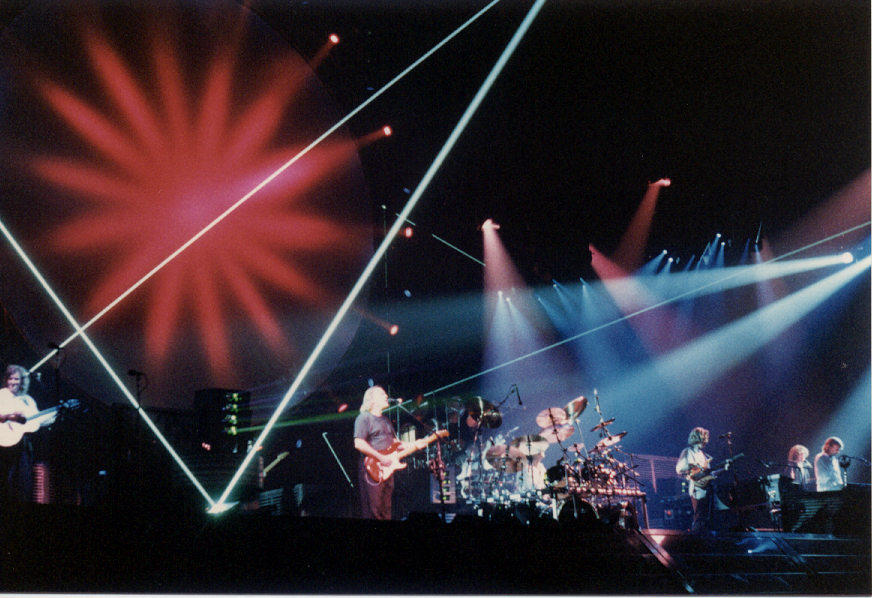
Pink Floyd sur scène en 1989.

Après son renvoi de Pink Floyd, Wright fait la connaissance de Dave Harris, du groupe new wave Fashion, par l'entremise d'un ami commun, le saxophoniste Raphael Ravenscroft. Les deux hommes forment un duo baptisé « Zee » et publient un album, Identity, en avril 1984, qui se solde par un échec critique et commercial. Par la suite, Wright le décrit comme « une expérience qu'il vaut mieux oublier ».
Le départ de Roger Waters en 1985 offre à Wright l'occasion de retravailler avec Pink Floyd, d'abord en tant que simple musicien de studio sur l'album A Momentary Lapse of Reason (1987), puis comme membre à part entière sur The Division Bell (1994). Il coécrit cinq des onze chansons de l'album et en chante une, Wearing the Inside Out. Wright se produit pour la dernière fois avec Pink Floyd le 2 juillet 2005, lors d'une performance unique à l'occasion du Live 8 qui voit le retour de Waters aux côtés des trois autres membres du groupe. Il apparaît à titre posthume sur le dernier album de Pink Floyd, The Endless River, enregistré en partie en même temps que The Division Bell, en 1993-1994, et publié en 2014.

### Dernier projet solo et mort
En octobre 1996, Wright publie son second album solo, Broken China. Coécrit avec le parolier Anthony Moore, il a pour thème principal la dépression. Plusieurs musiciens célèbres participent à son enregistrement, parmi lesquels Pino Palladino, Manu Katché et Sinéad O'Connor. Un projet de tournée est abandonné, car il ne serait pas économiquement viable.
Wright joue régulièrement avec David Gilmour tout au long des années 2000. Il participe à l'enregistrement de son album On an Island en 2006, ainsi qu'à ses tournées en 2002 et 2006. Il monte sur scène pour la dernière fois le 6 septembre 2007, à l'occasion du lancement du DVD Remember That Night. Richard Wright meurt le 15 septembre 2008 des suites d'un cancer.

### Vie privée
Richard Wright a été marié trois fois. Le 7 août 1969, il épouse Juliette Gale. Née en 1945, Gale a rencontré Wright à l'époque de Sigma 6, avec qui elle a parfois chanté. Ils ont deux enfants, James et Gala, avant de divorcer en 1982. Wright se remarie en 1984 avec Franka, une modéliste grecque, dont il divorce en 1994. Enfin, il se marie le 16 juin 1995 avec la romancière Mildred Irene Hobbs, surnommée « Millie ». Ils ont un fils, Ben, avant de divorcer en 2007. La fille de Wright, Gala, s'est mariée en 1996 avec Guy Pratt, le bassiste qui a joué avec Pink Floyd lors des tournées A Momentary Lapse of Reason et The Division Bell (en) : ils ont eu un enfant ensemble et ont divorcé vers 2006.
Avec la musique, l'autre grande passion de Wright est la navigation à la voile, qu'il pratique assidûment dans les îles grecques.

## Style musical

### Influences
Les principales influences de Richard Wright sont des artistes de jazz, en particulier Miles Davis et John Coltrane. Dans les années 1970, il écoute également les groupes de rock progressif contemporains, avec une préférence pour le Genesis de Peter Gabriel. 
Wright ne se considère pas comme un auteur-compositeur : plusieurs chansons de Pink Floyd dont il est crédité comme auteur ou co-auteur sont issues d'improvisations ayant produit des idées reprises avec enthousiasme par les autres membres du groupe. Comme il le dit lui-même, « je me contente de jouer sans vraiment réfléchir à ce que je fais ». Son instrument de prédilection est l'orgue. Au début de la carrière de Pink Floyd, ses solos emploient fréquemment l'échelle égyptienne, comme sur les chansons Matilda Mother et Set the Controls for the Heart of the Sun,. Au fil du temps, il joue de moins en moins de solos avec Pink Floyd, ses claviers apparaissant davantage à l'arrière-plan. Il est le plus discret des membres du groupe : sur scène, il reste derrière ses claviers, concentré sur la musique.

### Équipement

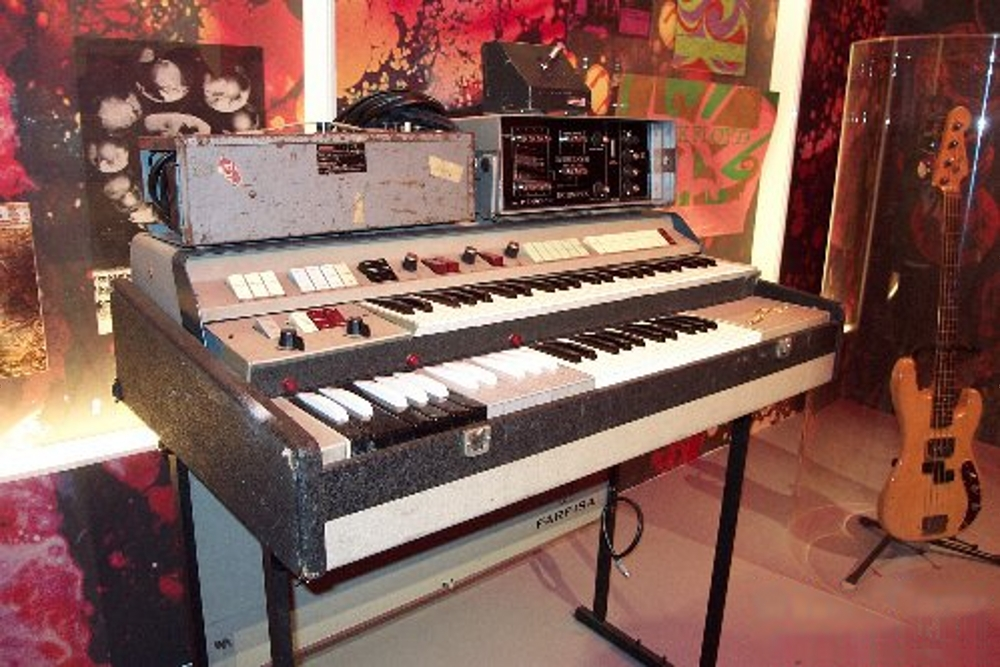
L'orgue Farfisa Compact Duo de Richard Wright avec son Echorec Binson.

Le premier instrument de prédilection de Richard Wright au sein de Pink Floyd est l'orgue Farfisa. Son premier modèle, utilisé sur les premières versions de la chanson Interstellar Overdrive, est un modèle Combo Compact, qui laisse ensuite place à un modèle Compact Duo plus avancé. Il obtient un son particulier en reliant son orgue Farfisa à un Echorec Binson, qui apporte une couche de delay. Par la suite, l'instrument est relié à une boîte de contrôle, l'« Azimuth Coordinator », qui permet d'envoyer le signal dans plusieurs enceintes, jusqu'à six. Wright cesse d'avoir recours au Farfisa après The Dark Side of the Moon, mais il y revient dans ses dernières années, en particulier dans la tournée de promotion de l'album On an Island de David Gilmour, ainsi que pendant les séances d'enregistrement de The Endless River.

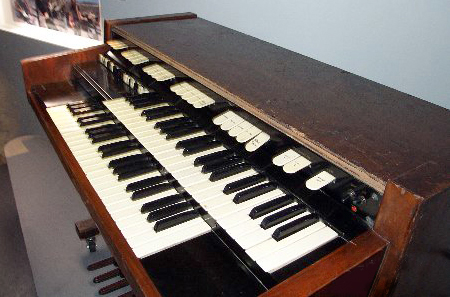
L'orgue Hammond M-102 de Richard Wright, qui apparaît notamment dans le film Pink Floyd: Live at Pompeii.

Le piano et l'orgue Hammond font partie des instruments utilisés par Wright dès les premiers enregistrements de Pink Floyd. Il joue du mellotron en studio sur quelques chansons, en particulier Sysyphus et Atom Heart Mother. Il emploie brièvement le vibraphone en studio et sur scène en 1969. Vers 1970, il commence à utiliser régulièrement l'orgue Hammond en concert en plus de l'orgue Farfisa. Un piano à queue rejoint son arsenal lorsque Echoes fait son arrivée dans le répertoire scénique du groupe. Ces trois claviers apparaissent dans le film Pink Floyd: Live at Pompeii.
Wright commence à utiliser des synthétiseurs dans les années 1970, parmi lesquels le VCS3, le ARP String Ensemble et le Minimoog. Il emploie les trois sur la chanson Shine On You Crazy Diamond. Dans la section finale, qu'il a composée seul, il joue un bref extrait de See Emily Play au Minimoog. Il utilise également une série de pianos électriques durant cette période, dont un Wurlitzer relié à une pédale wah-wah sur Money et un Rhodes seul au début de Sheep.
À partir de la tournée de promotion de l'album A Momentary Lapse of Reason, Wright utilise des synthétiseurs numériques Kurzweil, notamment le K2000 et le module K2000S qui permet de reproduire le son du piano et du piano électrique. Il continue à jouer de l'orgue Hammond avec une cabine Leslie, sur scène et lors de l'enregistrement de The Division Bell.
Wright emploie également à l'occasion d'autres types de claviers en studio, parmi lesquels le piano bastringue, le clavecin, le célesta et l'harmonium. On peut l'entendre jouer de ce dernier sur Chapter 24, une chanson de The Piper at the Gates of Dawn, ainsi que sur Love Song, une chanson de Syd Barrett en solo.

## Discographie

### Pink Floyd
Excepté The Final Cut, Rick joue sur tous les albums du groupe (musicien additionnel sur A Momentary Lapse of Reason)
- Voir discographie de Pink Floyd

### Albums solo
- 1978 : Wet Dream[36]
- 1996 : Broken China[36]

### Zee
- 1984 : Identity[33]

### Participations
- 1964 : Little Baby / You're the Reason Why de Adam, Mike & Tim (écriture de la face B)
- 1970 : Barrett de Syd Barrett (piano, harmonium, orgue Hammond, coproduction)
- 1990 : Naked de Blue Pearl (claviers)
- 2002 : David Gilmour in Concert de David Gilmour (claviers, chant)
- 2006 : On an Island de David Gilmour (claviers, chœurs)
- 2006  : I Don't Know What I Want / Hazel Eyes de Helen Boulding (en) (coécriture de la face B)
- 2007 : Remember That Night de David Gilmour (claviers, chant)
- 2008 : Live in Gdańsk de David Gilmour (claviers, chant)
- 2015 : Rattle That Lock (édition de luxe) de David Gilmour (claviers sur The Barn Jams)

Source : Povey